# Dominació musulmana de Catalunya
La conquesta musulmana de Catalunya va començar el segle viii.

## Conquesta del Regne de Toledo i el Ducat d'Aquitània
En la primavera del 713 Abd-al-Aziz ibn Mussa, fill de Mussa ibn Nussayr, governador de Kairuan, firmava un pacte de capitulació amb el noble Teodomir, pel qual aquest reconeixeria la sobirania islàmica i passava administrar un ampli territori que abastava les conques dels rius Segura i Vinalopó, la futura kura de Tudmir, amb el seu centre a Oriola. Aquest és el punt de partida de la islamització del Xarq al-Andalus, per la costa mediterrània ibèrica.
Després de la ràpida conquesta musulmana de la península Ibèrica (711 - 718), aquesta es constitueix com una província depenent del califat de Damasc. Els seus governants van fixar la seva capital a la ciutat de Còrdova i van rebre del califa de Damasc el títol de valí i van envair la Gàl·lia.
Inicialment els musulmans no eren massa nombrosos i només anaven a l'ocupació de les places importants, la qual cosa els va obligar a deixar de moment àmplies bosses lliures.

## Establiment de l'emirat i la revolta iemení d'Al-Àndalus
La població musulmana peninsular a principis del segle viii estava formada per àrabs instal·lats a les ciutats, amazics situats en les zones rurals i siris, que havien format les primeres forces invasores. Aquestes ètnies es van enfrontar entre si per a apoderar-se del major nombre de terres i van sumir a la península en una endèmica guerra civil fins a l'aparició d'Abd-ar-Rahman I.
L'any 750, els abbàssides van enderrocar la Dinastia omeia al Califat de Damasc, ordenant l'assassinat de tots els seus membres. Abd-ar-Rahman I, que havia aconseguit escapar-se de la matança omeia fugint de Damasc, va aconseguir arribar el 756 a l'Àndalus, proclamant-se emir després de conquerir la ciutat de Còrdova. L'any 733 s'independitzà de la nova capital abbàssida, Bagdad, una independència que fou política i administrativa, mantenint així la unitat espiritual i moral al continuar el vincle religiós amb el califat abbàssida.
El 777 els governants iemenites d'Al-Tagr al-Ala, enfrontats al sirià Abd ar-Rahman I, l'emir Omeia de Qurtuba, es van revoltar i van aliar-se amb Carlemany qui va acceptar l'oferta dels representants musulmans de Girona, Barcelona i Wasqa, que en la Dieta de Paderborn van oferir els seus territoris a canvi de suport militar. La revolta fou desmantellada, i la fallida campanya contra Saraqusta va acabar amb la mort de Sulayman ibn Yaqdhan al-Kalbí al-Arabí a mans del seu antic aliat Hussayn ibn Yahya al-Ansarí i la derrota dels francs a la batalla de Roncesvalls.

## La conquesta franca
La conquesta franca dels territoris que ara són Catalunya, després de la fallida campanya contra Saraqusta que va acabar amb la derrota a la batalla de Roncesvalls, va començar el 759 al Rosselló. El 785 les mateixes elits locals que havien capitulat als musulmans, lliuraren la ciutat, que estava governada pel valí Matruh ibn Sulayman, a Carlemany, el 798 caigueren Vic i Cardona, i finalment, el 801 caigué Madinat Barshiluna.

## El Califat de Còrdova
Abd al-Rahman III considerà adient la seua autoproclamació com a califa, és a dir, com a cap polític i religiós dels musulmans i successor de Mahoma, basant-se en quatre fets: ser descendent del Profeta (branca omeia), haver liquidat les revoltes internes, frenar les ambicions dels nuclis cristians del nord peninsular i la creació del Califat Fatimita en Egipte oposat als califes abbàssides de Bagdad. És l'etapa política de la presència islàmica a la península Ibérica de major esplendor.
A mitjans del segle ix es va preservar i reforçar la frontera davant els cristians a l'àrea de Xibràna, i el 884 es fortifica Làrida, el 896, Montsó, el 897 Balaguer

## La desintegració del Califat
L'esplendor de la cultura musulmana fou que de curta durada atès que acabà el 1010 amb la fitna o guerra civil pel tron, que es desencadenà entre els partidaris de l'últim califa legítim Hixem II, i els successors del seu primer ministre o hàjib, Almansor. En el rerefons també existien problemes amb l'excessiva pressió fiscal necessària per a finançar el cost dels esforços bèl·lics. Oficialment, però, el califat va continuar existint fins a l'any 1031, en què fou abolit donant lloc a la fragmentació de l'estat omeia en multitud de regnes coneguts com a taifes.
La divisió en taifes es va reproduir en diverses ocasions, creant-se més taifes. També se succeïren diferents invasions des del nord d'Àfrica, com la dels almoràvits (1090-1102), els almohades (1145-1146) i els marínides (1224).

### Emirat de Làrida
L'emirat de Làrida fou creat per Sulayman al-Mustaín, qui conquereix l'emirat de Saraqusta en 1039 regnant a tot Al-Tagr al-Ala. El seu fill Yússuf ibn Sulayman al-Mudhàffar heretà el reialme lleidatà, que li seria arrabassat pel seu germà Abu-Jàfar al-Múqtadir de Saraqusta. En morir aquest, deixà l'emirat de Làrida, amb els de Turtuixa i Dàniyya, a al-Múndhir Imad-ad-Dawla que va establir la seva capital a Xàtiva i s'alià amb Berenguer Ramon II, comte de Barcelona contra el seu germà al-Mutamin, i van assetjar Almenar però foren derrotats per Rodrigo Díaz de Vivar, al servei de Saragossa, i el comte de Barcelona fou fet presoner encara que tot seguit alliberat. A la seva mort el regne passà al seu jove hereu Sulayman Sàyyid-ad-Dawla (1090-1102), el darrer dels Banu Hud.
Amb el canvi de segle, passà a dependre dels almoràvits i restà en mans de governadors saharians, el més conegut dels quals va ser Abu-Hilal, conegut també com a Avin-Hilet o Avifelel, que pactà amb Ramon Berenguer III (1120). Finalment, al-Mudhàffar lliurà Lleida als comtes Ramon Berenguer IV de Barcelona i Ermengol VI d'Urgell el 24 d'octubre de 1149.

### Emirat de Turtuixa
L'emirat de Turtuixa es va independitzar en mans del Labib al-Amirí, del clan amírida. El 1061, passà a dependre de l'húdida Al-Múqtadir, emir de Saraqusta, que en morir el 1081 i va deixar Dénia, Lleida i Tortosa al seu fill al-Múndhir Imad-ad-Dawla que va establir la seva capital a Xàtiva.
Amb el canvi de segle, passà a dependre dels almoràvits. L'any 1148, Ramon Berenguer IV, comte de Barcelona va conquerir Tortosa

### Emirat de Xibrana
L'emirat de Xibrana és el nom que s'aplica al darrer estat musulmà que va existir a l'actual territori de Catalunya. A partir del castell de Siurana, el seu territori s'estenia per diverses línies de torres. L'ocupació dels territoris de Siurana va començar l'any 1153 però la data exacta de la conquesta del castell no és segura: alguns la fixen el 29 d'abril, dia en què el Comte de Barcelona va atorgar una carta de població a Bertran de Castellet; d'altres l'han situat el 23 de novembre del mateix any; i d'altres el 12 de juliol de 1154.

### Darreres conquestes
Les darreres incorporacions a Catalunya producte de les conquestes als musulmans foren realitzades per la família Montcada (abans de 1173), que adquiriren Ulldecona, amb la Sénia (adscrites al terme de Tortosa), i, finalment Almenar (1237), a càrrec d'Hug de Follalquer, castellà d'Amposta, essent aquesta l'única presa en temps de Jaume I que restà al Principat de Catalunya.